# Journalisme de données
Le journalisme de données (data journalism en anglais), ou journalisme de bases de données (database journalism), est un mouvement visant à renouveler le journalisme par l'exploitation de données statistiques et la mise à la disposition de celles-ci au public. 
Il est également lié à la libre disponibilité des données : de plus en plus de données statistiques sont diffusées par les institutions et les gouvernements, et un journaliste d'investigation sachant les analyser peut mettre en lumière des faits importants comme cela a été le cas dans le scandale des notes de frais des parlementaires britanniques.
La question de la visualisation de données est également un aspect important de ce type de journalisme.

## Définition
Pour Adrian Holovaty, l'un des chefs de file du mouvement, le travail du journaliste traditionnel consiste essentiellement à collecter des données. Alors que ce dernier dissémine les données (les informations) qu'il a obtenues dans un texte rédigé, le journaliste de données les collecte sous forme structurée afin de pouvoir ensuite les réutiliser plus facilement à des fins de comparaison.
Simon Rogers, auparavant responsable du journalisme des données au Guardian, fait une différence entre le journalisme de données et l'infographie. Pour lui, l'infographie consiste uniquement à présenter des chiffres alors que le journalisme de données consiste à les présenter mais aussi à les analyser et les expliquer.
À l'inverse du journaliste classique qui protège ses sources, le journaliste de données donne accès aux données au plus grand nombre. Simon Rogers compare l'esprit du journalisme de données à l'esprit punk qui dans les années 1970 encourageait chacun à prendre un instrument et à en jouer.
Sylvain Parasie propose l'expression « journalisme hacker » (en anglais hacker journalism), censé rapprocher les passionnés d'informatique (hackers, litt. « pondeurs de code », « bidouilleurs ») et les journalistes (hacks, litt. « journaleux », « plumitifs ») pour faire évoluer le journalisme.

## Histoire
Le journalisme de données est aussi ancien que l'exploitation des données.
Dès 1822, on trouve dans le Manchester Guardian un tableau de données sur les écoles de Manchester et Salford contenant des informations sur le nombre d'élèves dans chaque école et les dépenses annuelles de chacune des écoles,,.

La carte du choléra à Londres en 1854, dressée par John Snow.

Pour le journaliste du Guardian, Simon Rogers, la carte du cholera proposée par John Snow en 1854 est un exemple de journalisme de données. La carte, qui montre la concentration de choléra autour des pompes à eau, a permis de comprendre l'origine de l'épidémie.

Diagramme des causes de mortalité au sein de l'armée en Orient par Florence Nightingale.

En 1858, Florence Nightingale publie des données sur la mortalité des soldats dans l'armée britannique. Pour le journaliste du Guardian Simon Rogers, cela constitue un des premiers exemples de journalisme de données.
Dans les années 1950 se développe le computer-assisted reporting (en) (le journalisme assisté par ordinateur). Par exemple, la chaîne de télévision américaine CBS collecte des données pour pouvoir prédire les résultats des élections américaines.
Dans les années 1970, Philip Meyer propose la notion de « journalisme de précision » qui vise à utiliser les méthodes des sciences sociales et comportementales dans le journalisme.
Le journaliste américain Bill Dedman (en) reçoit le prix Pulitzer en 1989 pour une étude statistique montrant que les noirs obtiennent moins de crédits bancaires que les blancs à Atlanta.
À partir des années 2000, le développement de l'informatique permet la démocratisation de l'accès aux bases de données et le développement d'un véritable « journalisme de données ». Plusieurs médias anglo-saxons ont investi ce domaine.
En octobre 2006, Adrian Holovaty publie un texte manifeste intitulé A fundamental way newspaper sites need to change, dans lequel il défend l'idée que les journalistes devraient publier des données sous forme structurée de manière qu'elles puissent faire l'objet d'une analyse statistique,.
À partir de mars 2009, le journaliste Simon Rogers anime pour The Guardian le « datablog » qui coordonne les travaux relevant du journalisme de données.
En août 2010, se tient la première conférence consacrée au journalisme de données à Amsterdam dans les locaux du European Journalism Centre (en). La conférence rassemble près de 60 journalistes venant du monde entier,.
En novembre 2011, lors du festival annuel Mozilla, plusieurs acteurs du système se réunissent sous l'égide du European Journalism Centre (en) et de la Open Knowledge Foundation pour rédiger un manuel de journalisme de données, publié en 2012 sous le titre Data Journalism Handbook,. Ce manuel est traduit en français en 2013 par la société Journalism++(en) et diffusé en licence Creative Commons,.
En 2012, deux journalistes du Seattle Times, Michael J. Berens et Ken Armstrong, sont récompensés du prix Pulitzer du journalisme d’investigation pour un travail relevant du journalisme de données montrant qu'un grand nombre de décès dans l'État de Washington était lié à une surdose de méthadone, anti-douleur prescrit aux bénéficiaires de Medicaid pour des raisons d'économie.

## En France
En 2010, le pure player indépendant OWNI popularise cette pratique. Premier partenaire français de WikiLeaks, OWNI publie les carnets de guerre de l'armée américaine en Irak,. En 2011, Pierre Romera et Nicolas Kayser-Bril, deux anciens d'OWNI, lancent Journalism++(en), une société de services spécialisée dans le journalisme de données. C'est à elle que l'on doit notamment les Migrants Files, une enquête internationale visant à évaluer le coût humain et financier des politiques anti-migratoires en Europe,, récompensée de plusieurs prix comme le GEN Data Journalism Award en 2014 et l’European Press Prize en 2015.
L'émission DataGueule, ouverte en 2014 par Julien Goetz, est une Web-série hebdomadaire diffusée sur France 4 et sur YouTube et Dailymotion. Le principe de l'émission est de « déconstruire des mécanismes, avec de l'humour et si possible un prisme historique (…) des sujets où l'on se rend compte que ça ne tourne pas rond. Même s'il faut les décortiquer pour comprendre exactement ce qui ne tourne pas rond ».
En 2013, le magazine Paris Match lance Data Match, une page spécifique intégrée à sa rubrique "Match de la semaine". En 2014, le journal Le Monde lance la rubrique Les Décodeurs, dédiée au fact-checking. En 2015, le journal Libération lance la rubrique Six Plus dédiée au journalisme de données qui a été renommée Libé Labo début 2019.
En 2019, alors que la visualisation de données est devenu une pratique usuelle dans le journalisme, un article propose une expérience de représentation sonore de données à partir des chiffres de la cote de popularité du président Macron.
Les journalistes d'investigation ont eu à partir des années 2010 à disposition des fonctionnalités nouvelles qui permettent de faire du tri, du classement, du traitement de données en grande quantité, ce qui apportent à leurs rédactions un niveau de maîtrise du matériau journalistique (statistiques, études, enquête…) « assez proche de celui de certains statisticiens » et permettant en même temps des « démarches jusque-là plutôt réservées à des infographistes », a estimé le journaliste d'investigation Sylvain Lapoix, spécialiste du journalisme de données. Ces matériaux disponibles donnent un nouveau potentiel et une crédibilité supplémentaire au journalisme d'enquête, car la donnée devient « le terreau et le fondement de l’enquête » pour aller plus loin dans la connaissance. Les millions de données réunies dans les dossiers « Paradise Papers » et « Panama Papers » pour épingler certains paradis fiscaux, restent cependant encore des initiatives pionnières voire isolées, alors que la « data », loin de minimiser le rôle du journaliste, renforce son analyse, a tempéré Bruno Breton, PDG de Bloom, dans Les Échos.
L'afflux de données, jugé parfois « exponentiel », arrivant sur Internet et d'autres supports numérisés, notamment les archives numérisées des journaux et des institutions, ou encore les fuites massives comme les télégrammes diplomatiques de l’administration américaine révélés par WikiLeaks entre 2010 et 2011, a suscité une nouvelle donne numérique pour les journalistes d’investigation, qui ont réagi de différentes manières : certains « coopèrent aux quatre coins du monde, développent de nouvelles stratégies et s’appuient sur des outils informatiques puissants » afin d'exploiter et traiter les données fournies par un lanceur d’alerte ou un autre.

## Distinctions
Depuis 2012, le Global Editors Network (en) organise les Data Journalism Awards (oscars du journalisme de données).

## Exemples
Aux États-Unis, The Texas Tribune met à la disposition de ses lecteurs une base de données contenant les salaires de 667 000 employés du secteur public. L'article contient un lien vers les données brutes mais aussi des visualisations avec un histogramme de la distribution des salaires et des tableaux montrant le salaire moyen, médian, maximum et minimum en fonction de la nature de l'emploi et de l'employeur,.
En France, pendant la campagne électorale pour l'élection présidentielle de 2012, la chaîne de télévision iTélé et le site web d'information OWNI ont mis en place un outil intitulé le « véritomètre » permettant de confronter les chiffres avancés par les différents candidats pendant la campagne avec la réalité.
Le Wall Street Journal a mis en place, à la disposition du public, une base de données sur les statistiques de la criminalité aux États-Unis entre 2000 et 2010,.
À partir de 2017, le média pan-européen Voxeurop se lance dans le datajournalisme par la publication d'articles réalisés dans le cadre du European data journalism network (EDJNet),. D'autres médias sont partenaires de cette initiative comme Alternatives économiques, Spiegel Online, EUobserver et El Confidencial.
En 2017, le Consortium international des journalistes d'investigation et ses partenaires dévoilent les résultats d'un an d'enquête dans le cadre des Paradise Papers. À la pointe des techniques du journalisme de données, ces révélations se basent sur une immense fuite de plus de 13,5 millions de documents confidentiels notamment issus du cabinet d'avocats Appleby, détaillant des informations sur des sociétés offshore. Parmi eux se trouvent des multinationales et de nombreuses personnalités de la vie publique,,.

## Critiques
Dans Le Monde diplomatique, Giulio Frigieri déplore que de nombreuses infographies privilégient l'aspect esthétique sur l'intelligibilité.
En 2014, plusieurs éditeurs de logiciels commercialisent des robots rédigeant automatiquement des articles sur la base de grands volumes de données.
Dans les années à venir, ceci pourrait limiter le travail du journaliste de données à une activité de reformulation ou d'analyse.

## Filmographie
- (en) Geoff McGhee, « Journalism in the Age of Data » [vidéo] (consulté le 12 janvier 2019)..